# Duhr
Duhr (δ Leonis / δ Leo / 68 Leonis) es una estrella en la constelación de Leo también conocida por el nombre de Zosma. De magnitud aparente +2,56, es la cuarta estrella más brillante de la constelación —detrás de Régulo (α Leonis), Denébola (β Leonis) y Algieba (γ Leonis)— y la 97 más brillante del cielo nocturno.
Forma parte de la corriente de estrellas de la asociación estelar de la Osa Mayor, grupo que comparte un movimiento común a través del espacio.

## Nombre
El nombre de Duhr, también escrito como Dhur, proviene del árabe Al Thahr al Asad y significa «la espalda del león», en clara referencia a su posición dentro de la constelación. Zosma o Zozma, el otro nombre habitual de la estrella, es una palabra persa cuyo significado es «faja» o «taparrabos». Zubra es otra denominación menos frecuente utilizada para designar a Delta Leonis.
Junto a Chertan (θ Leonis), Duhr formaba el Al Kihil al Asad árabe, «espacio entre los hombros del león», así como Al Haratan, transcrito a veces como Chortan, y traducido como las «dos pequeñas costillas» o «agujeros» penetrando en el interior del león.

## Características físicas
Duhr es una estrella blanca de la secuencia principal de tipo espectral A4V con una temperatura efectiva de 8350 K. 23 veces más luminosa que el Sol, su radio es el doble del radio solar. Tiene una alta velocidad de rotación de al menos 180 km/s en su ecuador —90 veces mayor que la del Sol—, con un período de rotación de menos de medio día. A diferencia de su vecina Denébola y de otras estrellas parecidas, no se ha detectado una nube de polvo alrededor que se pueda relacionar con la presencia de planetas extrasolares. Su edad está comprendida entre 600 y 750 millones de años, y se calcula que en unos 300 o 400 millones de años empezará a transformarse en una gigante naranja.
En cuanto a la composición química, Duhr exhibe una abundancia relativa de hierro muy parecida a la del Sol ([Fe/H] = +0,06).
Sin embargo, muestra un empobrecimiento de bario y sodio, más acusado en el caso de este último elemento, cuya abundancia es menos de una tercera parte de la existente en el Sol.
Se piensa que Duhr puede ser una variable pulsante del tipo Delta Scuti. Se encuentra relativamente próxima al sistema solar, a 57,7 años luz de distancia.